# 独立変数と従属変数
関数 y = f(x1,x2) あるいはそれに似た確率的な関係について、x1,x2 を独立変数（どくりつへんすう、英語: independent variable）、y を従属変数（じゅうぞくへんすう、英語: dependent variable）と言う。 統計学・科学の文脈において、対象となる研究等の範囲内で、独立変数は他の独立変数に依存せず自由（あるいは完全に自由というわけではないが自由度が落ちない程度にしか制限されない）な値をとりえて、その独立変数の値に依存して決まる値をとる（あるいは値の分布が絞られる）のが従属変数である、というニュアンスで用いられる。
モデルや実験は、独立変数が従属変数に与える影響を検証するのが主題である。例えば、力学において位置と運動量は独立変数で力は従属変数とされることが多く、統計学において各サイコロの目は独立変数でその平均は従属変数とされ、経営において価格は独立変数で利益は従属変数とされることが多い。

独立変数に依存せず自由な値をとりえて、かつ関係に影響を及ぼすが、測定していない（できない）ため独立変数に含めてない変数を、「共変量」や「交絡因子」と言う。

1変数の微積分では、関数は通常、横軸に独立変数、縦軸に従属変数をとってグラフ化される。 この関数では、yは従属変数であり、xは独立変数である。

## 純粋数学において
数学において、関数とは入力（数または数の集合等）を受け、出力（数または数の集合等）を出す規則である。入力される数を表す変数は独立変数と呼ばれ、出力される数を表す変数は従属変数と呼ばれる。入力の最も一般的な記号はxであり、出力の最も一般的な記号はyである。関数は通常、y = f(x)と表される。
独立変数や従属変数を複数持つことも可能である。 例えば、多変数微積分では、z = f(x,y)の形をした関数にしばしば出会う。ここで、zは従属変数であり、xとyは独立変数である。 複数の出力を持つ関数は、しばしばベクトル値函数と呼ばれる。

## モデル化と統計学・機械学習において
数理モデルでは、従属変数の集合と独立変数の集合との関係が研究される。
一般線形モデルyi = a + bxi + eiにおいて、yiは従属変数のi番目の値であり、xiは独立変数のi番目の値である。eiの項は「誤差」であり、独立変数に依らない従属変数の変動を含む。
複数の独立変数がある場合にモデルはyi = a + bxi,1 + bxi,2 + ... + bxi,n + ei, となる。ここでnは独立変数の個数を表す。
統計学、特に線形回帰において、データの散布図が生成され、Xが独立変数、Yが従属変数として表される。これは二変量データとも呼ばれ、(x1, y1)(x2, y2) ...(xi, yi)の形を取る。この一般線形モデルは、Yi = a + Bxi + Uiの形を取り、i = 1, 2, ... , nとなる。この場合、Ui, ... ,Unは離散型確率変数である。これは、測定値が互いに影響を与えない場合に発生する。独立性の伝播により、Uiの独立性はYiの独立性を意味するが、各Yiには異なる期待値がある。各Uiは期待値が0で、分散がσ2である。
{\displaystyle E[Y_{i}]=E[\alpha +\beta x_{i}+U_{i}]=\alpha +\beta x_{i}+E[U_{i}]=\alpha +\beta x_{i}.}
二変量データのあてはめはy = α + βxの形を取り、線形単回帰と呼ばれる。αとβはそれぞれ切片と傾きに対応する。
実験において実験者によって操作される変数は、その働きが証明されている独立変数と言う。従属変数は、独立変数が操作されるときに変化が期待される事象である。
統計学でもベイズ推定や多変量解析に踏み込んだ際や、それを応用した機械学習の分野にあっては、Xの確率分布自体も関心の対象であり、そうなると別の概念である確率分布の独立と紛らわしい。そのため「独立変数」ではなく「説明変数」「予測変数」「入力変数」「回帰変数」「特徴量」または単に「変数」と呼び、「従属変数」ではなく「目的変数」「結果変数」「出力変数」「被回帰変数」「ラベル」または「アウトカム」と呼ぶようにすることが多い。

## 物理学において
独立変数・従属変数の概念は、ルジャンドル変換において注思すべき概念である。
それが特に重要である熱力学の例を挙げる。内部エネルギーUでの議論はエントロピーSを独立変数とし温度Tを従属変数とする一方、自由エネルギーFでの議論は温度Tを独立変数としエントロピーSを従属変数とする。この変換はルジャンドル変換の一例である。

## その他分野での別名
「曝露変数」と「結果変数」（信頼性工学）
「危険因子」（医療統計学）